# Нэкомата

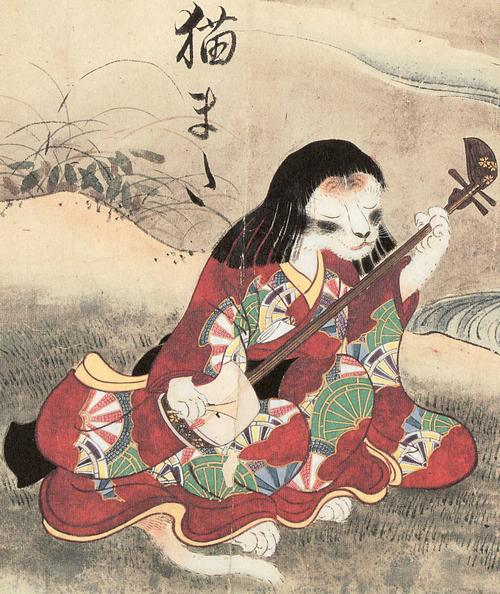
«Иллюстрированная книга сотни демонов» (百怪図巻), Саваки Суси, 1737.

Нэкомата (первоначальный вариант написания: 猫また, более поздние формы: 猫又, 猫股, 猫胯) — существо японской мифологии, двухвостый кот-ёкай. В японских и китайских хрониках описываются два вида нэкомата: дикие нэкомата, обитающие в горных местностях, и домашние коты, которые стареют и превращаются в нэкомата.
Однако многие исследователи задаются вопросом, действительно ли нэкомата — это кот-оборотень. Бытует мнение, что нэкомата — это зверь, заразившийся бешенством, потому что иногда мучительные болезни называют «болезнь нэкомата».

## Значение слова нэкомата
Перевести значение слова «нэкомата» затруднительно. Слово «нэко» означает «кошка/кот», тогда как слово «мата», которое изначально писалось хираганой, может записываться по-разному: как 股, что переводится «раздвоение», так и 又, что переводится как «снова». Таким образом, термин можно перевести либо как «кот с раздвоенным хвостом», либо как «снова кот», что отсылает к перерождению кота в образе ёкая нэкомата. Однако, скорее всего иероглиф 又часто использовали случайно, не зная, что лучше вписать вместо хираганы. Существует ещё одно предположение, по которому «мата» связана с обезьянами. Считается, что раз нэкомата обитают в горных районах, то они могут ловко прыгать от дерева к дереву, что роднит их с обезьянами. Однако эта теория мало объяснима.

## Нэкомата

### Горные нэкомата

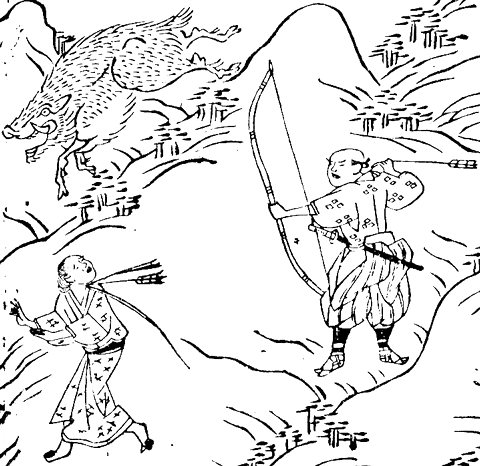
«Рассказы ночной стражи» (宿直草). Нэкомата и страшные вещи. Сцена, в которой охотник стреляет в нэкомата, принявшего облик матери охотника.

Первые нэкомата зафиксированы в китайских источниках. При династии Суй иероглифы 猫鬼 (маогуй, кот-оборотень) и 金花猫 (цзиньхуа мао, златоцветный кот) употребляли для обозначения загадочных кошек. В японской литературе нэкомата впервые появляется в «Записках ясной луны» (мэйгэцуки, 明月記) Фудзивара-но Тэйка в начале периода Камакура. Там написано, что августовской ночью 1233 года в Нанто (префектура Нара) нэкомата убил и съел нескольких человек. Нэкомата был описан как горный зверь: в соответствии с текстом «Записок ясной луны», «у них кошачьи глаза и длинное, как у собаки, тело». В «Записках от скуки» Ёсида Кэнко в конце Камакура (примерно 1331 год) написано, что «в глубине гор водится такая тварь — называется кот-оборотень. Он пожирает людей».
Даже в сборниках кайданов «Рассказы ночной стражи» (Тоноигуса, 宿直草) и «Повести, рассказанные Сорори» (Сорори моногатари, 曾呂利物語) нэкомата скрываются в горных ущельях и там перевоплощаются в людей. В фольклоре существует множество историй про нэкомата, обитающих в горах. В более поздней литературе характеристики нэкомата меняются: они становятся крупнее. По «Новому сборнику известных историй» (Син тёмондзю, 新著聞集, 1749), нэкомата, крупный, как дикий кабан, был пойман в горах провинции Кии. В «Справочнике чтения китайских иероглифов по-японски» (Вакун-но сиори, 倭訓栞, 1775) написано, что в горах эхом разносилось их рычание, а сами они такие же большие, как львы и леопарды. В «Гуисо» (寓意草,1809) нэкомата, который держал в зубах собаку, был примерно 2,8 метра в длину. Хотя размеры нэкомата явно преувеличены, крупные коты, нападающие на людей, действительно были замечены и пойманы на территории префектуры Фукусима.
В провинции Эттю (ныне префектура Тояма), на горе Нэкоматаяма, по поверьям, живут нэкомата, которые обманывают людей, принимая человеческий облик, и пожирают их.

### Домашние нэкомата

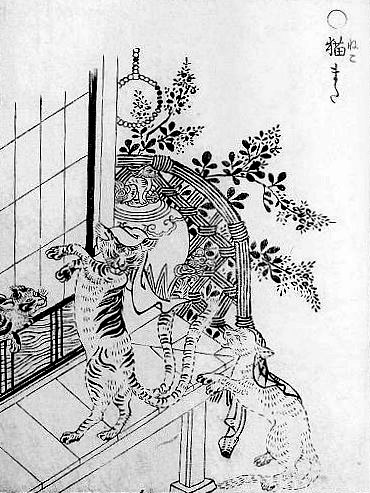
«Ночное шествие сотни демонов в картинках» (画図百鬼夜行), Торияма Сэкиэн, 1776. Нэкомата.

В «Знаменитых историях древности и современности» (Кокон тёмонсю, 古今著聞集, ок. 1254) есть история про то, как старый кот, выросший в домике у горного обрыва, схватил тайное сокровище — защищающий меч — в зубы и убежал. Люди преследовали кота, но он спрятался, а додуманная мысль о коте, превращающемся в чудовище, осталась на устах. В вышеупомянутых «Записках от скуки» помимо нэкомата, скрывающихся в горах, упомянуты и коты, которые вырастают, становятся оборотнями, а потом похищают людей, чтобы съесть.
В период Эдо было широко распространено мнение, что домашние коты, когда достигают определённого возраста, становятся нэкомата, а горные нэкомата — это домашние коты, которые убежали в горы. Вследствие этого предположения японцы на территории всей страны были убеждены, что нельзя держать котов дома в течение долгого времени.
В «Записках из Павильона Покоя» («Записках Ансая», Ансай дзуйхицу, 安斎随筆) придворный Исэ Садатакэ заявил, что кот, которому уже несколько лет, явится с двумя хвостами, и это будет означать, что он стал ёкаем нэкомата. Исследователь периода Эдо Араи Хакусэки подтвердил, что люди того времени с суеверием относились к старым котам. Что касается раздвоенного хвоста, была выдвинута теория, по которой такой странный признак появился из-за того, что у старых кошек кожа свисает со спины и создается впечатление, будто у них два хвоста.
В «Загадочных историях Японии» (Ямато кайики, 大和怪異記), написанных неизвестным автором в 1708 году, есть история о доме с привидениями. Дом принадлежал богатому самураю, а его жильцы не раз были свидетелями происходивших там паранормальных явлений. Пытаясь положить этому конец, самурай обращался к шаманам и жрецам, но ни один из них не смог определить источник безобразий. Однажды один слуга увидел, как старый кот хозяина нес во рту сикигами с отпечатанным именем самурая. Сразу же выпустив священную стрелу, слуга поразил кота прямо в голову; а когда кот лежал мертвым на полу, все могли видеть его раздвоенный хвост, что свидетельствовало о превращении в нэкомата. После смерти кота странные вещи в доме больше не происходили.
В Японии коты часто ассоциируются со смертью, поэтому с ними могли обращаться крайне жестоко. Однако существовало суеверие, что, если убить кота, последующие семь поколений убийцы будут прокляты. Из-за отличительного признака — раздвоенного хвоста — нэкомата считались дьявольскими созданиями с незапамятных времен. Говорили, что нэкомата гораздо более темные и злые ёкаи, чем большинство бакэнэко. Кроме того, в народных верованиях кошки и мертвые связаны. Будучи плотоядными, коты хорошо чувствуют запах гнили, поэтому говорили, что коты не боятся мертвецов. Из-за этого кася — ёкая, крадущего трупы — иногда уподобляли нэкомата. Нэкомата якобы владеют некромантией и, поднимая мертвых, могут контролировать их действия посредством своеобразных ритуальных танцев, жестикулируя лапами и хвостами.
Чем старше кот и чем чаще он подвергается насилию до обращения, тем больше у него сил в облике нэкомата. Чтобы отомстить обидчикам, дух ёкая может преследовать их в образе умерших родственников. В некоторых историях утверждают, что нэкомата, как и бакэнэко, принимают человеческий облик, чаще всего — старушки, и приносят несчастье туда, куда приходят. Исходя из этих убеждений, люди иногда отрезали котятам хвосты, полагая, что если хвост не сможет раздвоиться, то и кот стать нэкомата не может.

### Сэнри
Есть предположение, что японские легенды о нэкомата появились благодаря китайским сказаниям, в которых фигурирует сэнри (仙狸, «божественная леопардовая кошка»). В этих историях стареющие леопардовые кошки приобретают божественную духовную силу, обращаются в прекрасных мужчин или женщин и высасывают из людей души.

## Иллюстрации
В период Эдо было опубликовано много книг, иллюстрирующих и описывающих ёкаев («ёкай эмаки»), и иногда на изображениях мелькали образы нэкомата. В «Иллюстрированной книге сотни демонов» (Хяккай Дзукан, 百怪図巻, 1737) Саваки Суси есть изображение нэкомата, принявшего облик девушки, играющей на сямисэне. В период Эдо сямисэны часто делали из кошачьей кожи, поэтому нэкомата на картинке поет, перебирая струны, грустные песни о себе подобных. Однако иронично то, что нэкомата носит одежды гейши. Это связано с тем, что гейш когда-то называли «кошками».
В «Ночном шествии сотен демонов в картинках» (Гадзу Хякки Яко, 画図百鬼夜行, 1776) Ториямы Сэкиэна есть картинка, на которой изображены кошка, чья голова выглядывает из сёдзи, кошка с платком на голове и поставленной на веранду передней лапой и кошка, которая стоит на задних лапах. Торияма Сэкиэн показал процесс старения кошки и превращения её в нэкомата. Домашняя кошка сидит внутри, вторая в платке и пытается, судя по всему, встать, третья олицетворяет уже полностью обратившуюся в ёкая кошку. Комментариев к иллюстрации не даётся, но нэкомата представлены как нечто среднее между человеком и диким существом.

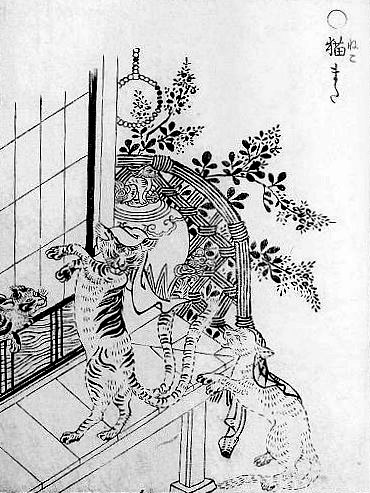
Процесс старения кошки и превращения её в нэкомата.